# Lincoln Navigator
O Lincoln Navigator é um SUV grande de luxo da Lincoln, lançado em julho de 1997 como modelo 1998. Compartilha a mesma plataforma do Ford Expedition.

## Galeria
- Primeira geração (1997–2002)
- Segunda geração (2002–2006)
- Terceira geração (2006–2017)
- Quarta geração (2017–presente)